# 鷹野橋 (広島市)
鷹野橋（たかのばし）は、広島市中区の大手町五丁目地区の別名、もしくはこの地区内に存在する商店街の名称、さらにかつてこの近辺に所在し、地名の由来ともなった橋の名である。地区名としては「鷹の橋」「たかの橋」「タカノ橋」とも表記される。

## 概要
「鷹野橋」という地名は正式な町名（住居表示もしくは旧町名）ではなく通称であり、大多数の市民は「大手町五丁目」（旧町名は「大手町九丁目」）の商店街を中心とした地区を「鷹野橋」と呼んでいる。正式な町名ではないため先述の通り表記は一定せず、その境界も明確でないものの、この界隈に所在する商店街、市道、市電の電停、バス停（後出の交通を参照）、その他の施設に名を止めており、大手町五丁目から離れた地点にも「鷹野橋」（鷹の橋・たかの橋）の名を冠した施設が見られる。
しかし大手町五丁目を「鷹野橋」地区として他の大手町地区（一～四丁目）と区別するのには地理的な特徴にも基づいている。大手町五丁目が国道2号線によって一～四丁目と隔てられ、また市立小学校の学区も異なっていることに加え、国道2号線以北の一～四丁目地区が主にオフィス街として発展してきたのに対し、五丁目地区には住宅および住宅兼商店も比較的多く所在し、商店も鷹野橋商店街として"下町"の雰囲気を醸し出しつつ独自に発展してきた歴史的背景がある。

## 隣接する地区
すべて中区。
- 北 - 大手町四丁目
- 東・南 - 千田町
- 西 - 元安川を挟んで住吉町・羽衣町

## 地名の由来と歴史
西堂川と鷹野橋

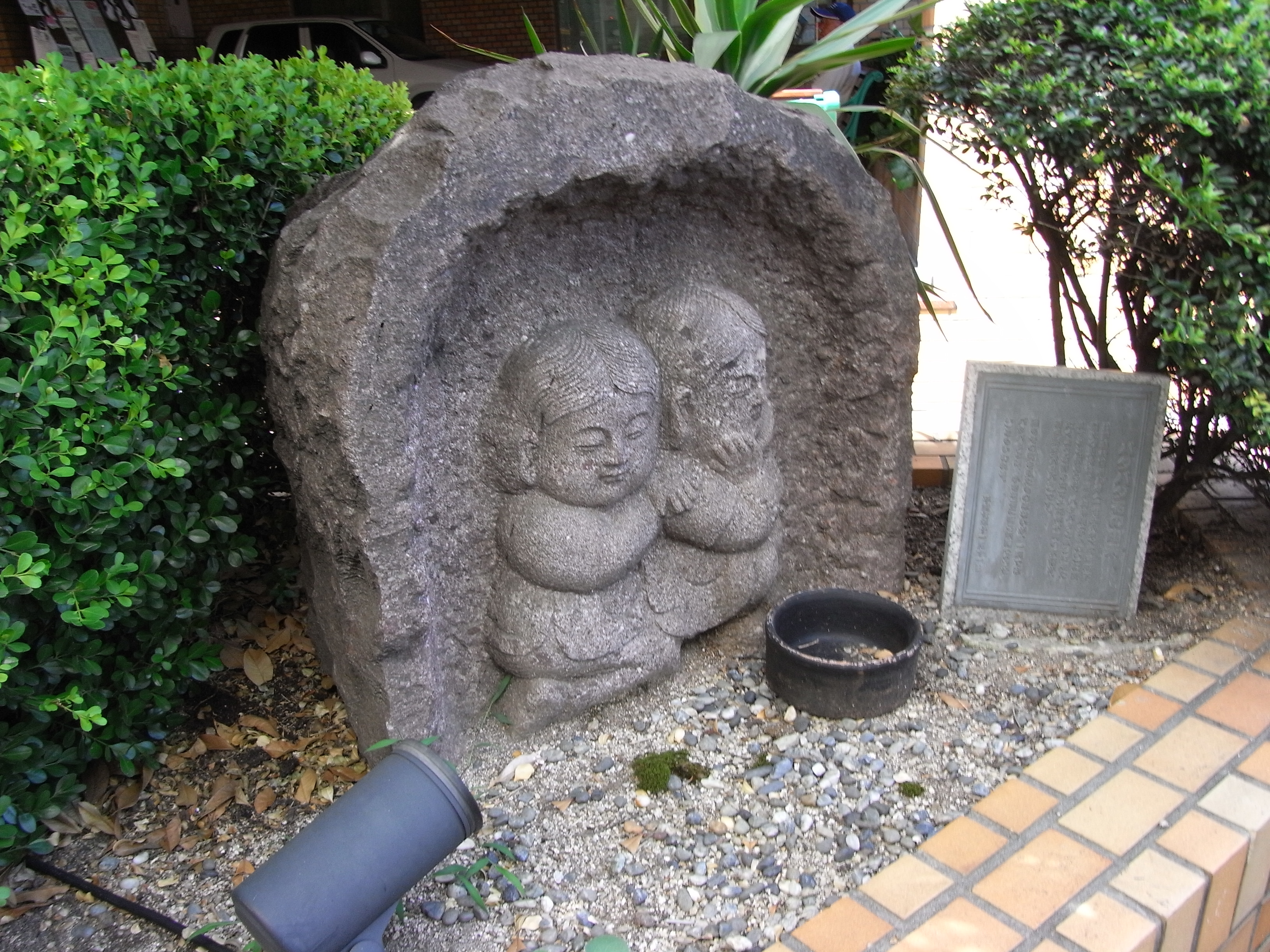
タカノ橋商店街近くのバタバタ像

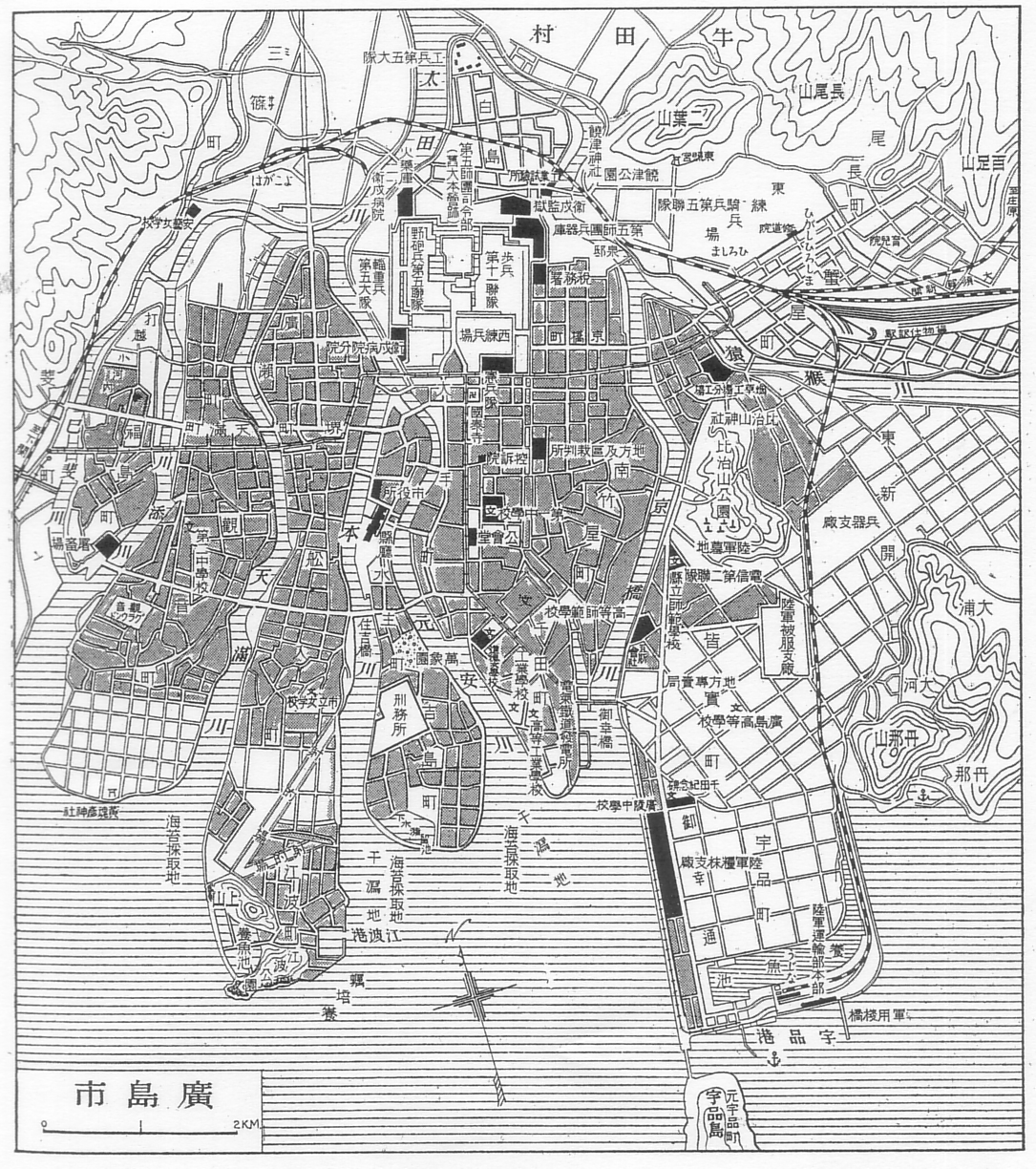
1930年ごろの広島市。「西練兵場」南側の紙屋町交差点から南下する広電宇品線が東南方向にカーブする地点の近辺が「鷹野橋」地区である。

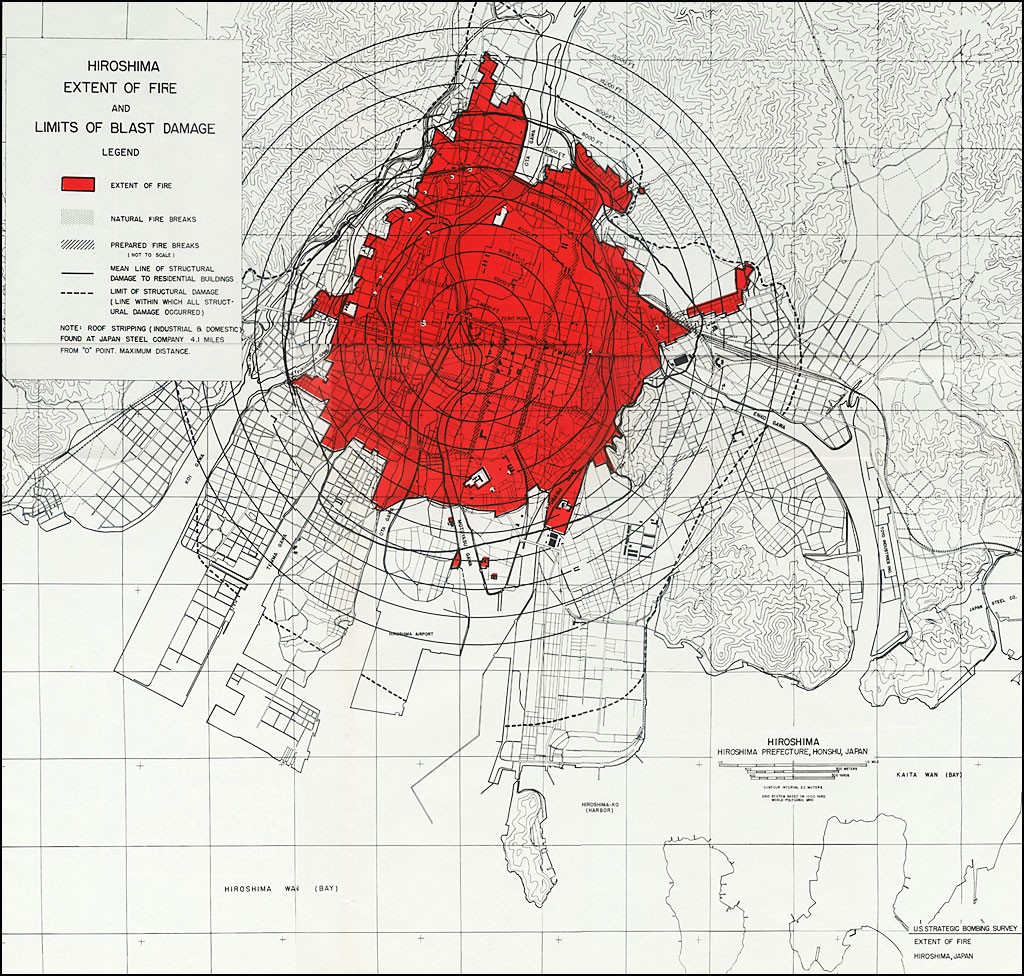
原爆による火災消失地域。鷹野橋付近が全焼地域であったことがわかる。

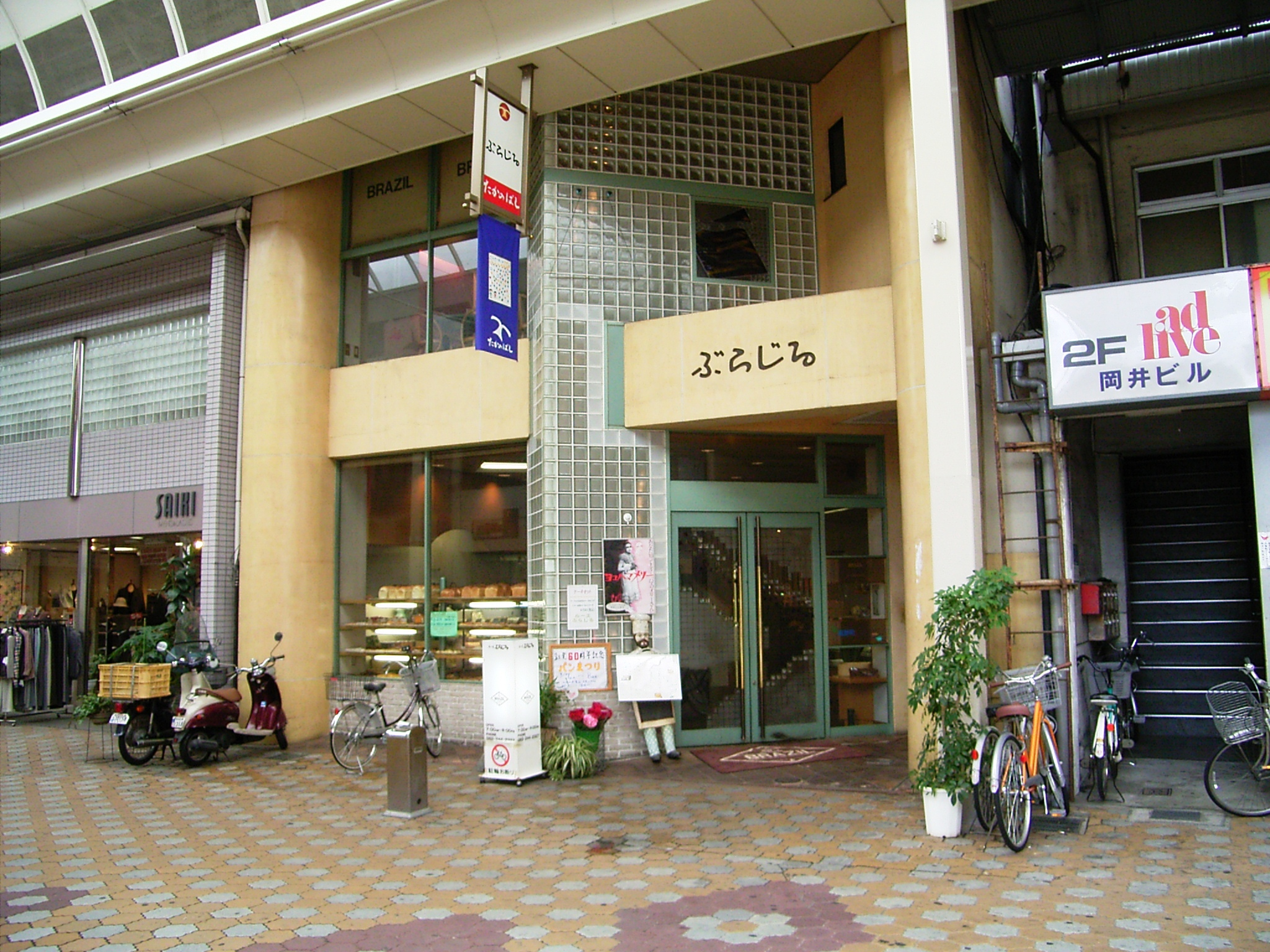
ルーエぶらじる / 日本で最初にモーニングサービスを出したとされる喫茶店でタカノ橋商店街で営業している。

本来、鷹野橋は現在の鯉城通り（広島電鉄宇品線の電車通り）を流れていた藩政期以来の運河「西堂川」に架かる橋の一つであった。もともとこの近辺（大手町三～五丁目）は広島築城時には海面に没しており、藩政期の1699年（元禄12年）、埋め立てられ新開地「六丁目村」として造成されたものであるが、現在の市役所北側に所在していた藩家老上田主水家の南端からこの六丁目村に向けて架けられたものである。
橋の名はこの近辺に藩主の御鷹野（鷹狩り場）が所在していたことにちなみ、当初は土橋であった。現在、かつての橋の跡にはそれを記念するモニュメントが建立されている。その他、藩政期の1758年（宝暦8年）、城下の大火ののち「バタバタ」という妖怪がこの界隈に出没したという伝説も残され、その記念碑も建てられている。
路面電車開通と橋の消滅
1912年（大正元年）の路面電車開通にともなう市街地の再開発により西堂川は埋め立てられ、橋梁としての鷹野橋は消滅した。しかし西堂川に架かっていた3橋の位置に市電の電停が設置されることとなり、紙屋町方面から南へそれぞれの橋名にちなんで「西堂橋」「真菰橋」「鷹野橋」と命名された。
このうち西堂橋・真菰橋両電停は、その後の改称を経て「中電前」「市役所前」となっているが、鷹野橋のみは現在もその名を止めている。以上のような事情から、この電停を中心とする地区が「鷹野橋」と呼ばれるようになり、さらに近辺の商店街が「鷹野橋商店街」（現・タカノ橋商店街）と命名されるにおよび地名として定着したものと思われる。しかしこれまで「鷹野橋」が正式な町名であったことはなく、地名としてはあくまで非公式的な通称である。
鷹野橋商店街
この地区の中心となっているタカノ橋商店街は、1919年、西堂川埋立地に造成された公営（市営）市場に起源をもつ。市内数カ所に設置された公営市場の一つとして近隣からの買い物客を集めるとともに、隣接する千田町界隈に所在していた旧制高等教育機関（広島高師・広島高工・広島文理大など広島大学の前身校）の学生街としての役割も果たした。
1945年（昭和20年）8月6日の原爆被災により、爆心地から1.5km前後の位置にあった街は瞬時のうちに全壊全焼し、多くの住民が犠牲になった。しかし翌1946年には公設市場が再開され、ほぼ復興が進んだ1953年には映画館（タカノ橋東映）が誘致された。商店街の中には、記録が残っている限りで日本で初めてモーニングサービスを始めた店「ルーエぶらじる」が、2017年現在でも営業している。鷹野橋は市内では数少なくなった下町の雰囲気を残す商店街として現在も存続している。

## 主要な施設・機関
公共機関
- 広島中央警察署鷹野橋交番
- 広島市中消防署
- 広島鷹野橋郵便局は地区外（国泰寺町二丁目）

金融機関
- 広島銀行大手町支店
- 広島市信用組合鷹の橋支店

神社仏閣
- 龍心寺
- 峯本稲荷神社

商店街
- タカノ橋商店街

映画館
- サロンシネマ（序破急運営） - 2014年8月をもって鷹野橋での営業を終了し八丁堀に移転。

## 交通
鉄道
- 広島電鉄宇品線
  - 鷹野橋電停 - 「鷹野橋」地区とされる大手町五丁目内ではなく、国泰寺町二丁目および千田町一丁目に所在。

バス
- 「大手町四丁目」バス停
- 「鷹野橋商店街」バス停
  - 「鷹野橋商店街」バス停を除き、「鷹野橋」を名称に含むバス停は、それぞれ大手町五丁目内には所在せず、「鷹の橋」バス停は国泰寺町二丁目、「南鷹の橋」バス停は千田町一丁目に所在。

道路
- 国道2号
- 大手町通り - 鷹野橋商店街西端から大手町1丁目・紙屋町へ至る
- 広島市道鷹野橋宇品線 - 鷹野橋交差点から宇品橋を経て、宇品（広島港入口交差点）へ至る

橋梁
- 新明治橋
- 明治橋
- 南大橋

## 関連書籍
- 長船友則 『広電が走る町 今昔』 JTBパブリッシング、2005年　ISBN 4533059864